# 穀醤
穀醤（こくびしお）とは、大豆などの穀類を原料とする発酵調味料。東アジア・東南アジア各国に存在する。日本のものとしては、味噌や醤油がこれに該当する。